# Alledaags racisme
Alledaags Racisme (Alltagsrassismus) ist ein 1984 veröffentlichtes Buch der Anthropologin Philomena Essed über Rassismus in den Niederlanden. Die Autorin promovierte 1990 mit Auszeichnung an der Universität Amsterdam zum Thema Understanding Everyday Racism, einer theoretischen Vertiefung, die auf einer älteren Doktorarbeit aufbaut. Die Handelsausgabe dieser These Inzicht in alledaags racisme wurde 1991 veröffentlicht.

## Forschung
Für die Arbeit wurden 55 Frauen zwischen 20 und 45 Jahren, 27 surinamische Frauen in den Niederlanden und 28 schwarze Frauen in Großstädten aus Kalifornien in den USA, nach ihren Erfahrungen mit Rassismus befragt. Darüber hinaus führte die Autorin selbst Interviews durch: 27 unter schwarzen Frauen in Städten in Kalifornien und 28 unter surinamischen Frauen in den Niederlanden. Die Tatsache, dass sich die Forschung auf Frauen konzentrierte, ging auf den Feminismus der Autorin zurück.
Laut der Autorin waren weiße Feministinnen in der zweideutigen Position, dass sie sich einerseits in der Erfahrung der Diskriminierung wiedererkennen konnten, andererseits sich aber nicht vorstellen konnten, dass sie selbst auch potenziell rassistisch sind. In dieser Gruppe führte die Erkenntnis, dass sie nicht nur Opfer, sondern auch Unterdrücker sein könnten, zu Rivalitäten: Es gibt eine Art Konkurrenz, wer jetzt am erbärmlichsten ist.
Die Berichte variierten von älteren Menschen, die nicht von einer schwarzen Krankenschwester gepflegt werden wollten und dies auch unverblümt aussprachen, über das Ignorieren von schwarzen Menschen in einer langen Warteschlange in einem Geschäft bis hin zum belästigenden Verfolgen einer schwarzen Frau in einem Supermarkt aus Angst vor Diebstahl. Beim Erhalt der ersten Ausgabe des Buchs sagte Prinzessin Irene: Rassismus ist nicht in erster Linie ein Problem der Schwarzen, sondern der Weißen.

## Schlussfolgerungen
Essed analysierte Rassismus auf kultureller, institutioneller und individueller Ebene. Es ging nicht in erster Linie bewussten und vorsätzlichen Rassismus: Bewusst oder unbewusst, ob gewollt oder nicht, jeder Weiße in der niederländischen Gesellschaft profitiert direkt oder indirekt von seiner eigenen privilegierten Position gegenüber schwarzen Mitbürgern. Aufgrund der oft unbewussten Natur des Phänomens hielt Essed es für sinnlos, Rassismus mit Wissen über ethnische Minderheiten zu bekämpfen, und dass das erste, was zu tun ist, ist, Rassismus in der eigenen Kultur zu untersuchen.
Laut Essed waren die Niederländer im Allgemeinen nicht bereit, ihre Unschuld und das Image eines toleranten Landes loszulassen. Sie sah darin einen Beweggrund, die Existenz von Rassismus in den Niederlanden zu leugnen.

## Die Niederlande im Vergleich zu den Vereinigten Staaten von Amerika
Ein Unterschied zwischen den amerikanischen und den surinamischen Befragten bestand darin, dass die ersteren sagten, sie hätten schon in jungen Jahren gelernt, Diskriminierung als Rassismus zu bezeichnen, während die letzteren dazu neigen, die Ursache bei sich selbst zu suchen: Ich hätte in Surinam bleiben sollen, jetzt sollte ich nicht jammern. Ein paradoxer Effekt der Diskriminierung sei, dass dem Opfer manchmal in einem Geschäft Vorrang eingeräumt wird:
Es ist durchaus üblich, dass Verkäufer, wenn sie einen Schwarzen in ihr Geschäft hineinkommen sehen, alle anderen Kunden stehen lassen um dich zu bedienen. Dann fühlst du dich in diesem Moment furchtbar albern. Denn ja, sie sehen einen Schwarzen und denken sofort, 'der stiehlt'. Vielleicht haben sie schlechte Erfahrungen gemacht und dieser Verdacht kommt sofort hoch, wenn du eintrittst. Sie kommen so schnell, damit du schnell wieder gehst. Dann denke ich sofort: Ach, platz doch! Ich brauche deinen Kram nicht. Sobald ich das sehe, gehe ich sofort wieder aus dem Laden heraus. 
Es gab immer die Frustration, dass man im Grunde ständig gegen eine Wand rannte. Du wusstest, dass du keine bessere Behandlung bekommen würdest, egal wie du es drehst oder wendest, weil du schwarz bist. Nehmen wir zum Beispiel den Besitz einer Enzyklopädie. Wir hatten diese Bücher zu Hause und ich habe sie regelmäßig für Hausaufgaben benutzt. Die Lehrer wollten jedoch oft nicht glauben, dass ich wusste, wie man eine Enzyklopädie benutzt. Meine Eltern waren auf dem College, also wusste ich, wie man ein Nachschlagewerk konsultiert. Aber sie beschuldigten mich, dass jemand anderes meine Arbeit geschrieben hätte. "
Schwarze Forscher, die Rassismus als Thema gewählt hatten, wurden laut Essed von der Universitätswelt mit Misstrauen behandelt, weil hierdurch die Qualität der Forschung unter Druck stehe.
In Dutch Racism werden drei Merkmale unterschieden, die für niederländischen Rassismus typisch wären:
1. ein permanenter Zustand der Verleugnung
2. sich hinter Unschuld verstecken
3. der Groll über den langsam drohenden Verlust von Privilegien

## Kritik
Nachdem Essed 1990 durch Chris Mullard mit "Understanding Everyday Racism" mit cum laude promoviert worden war, veröffentlichte sie eine Handelsausgabe mit dem Titel Inzicht in Alledaags Racisme. Diese theoretische Vertiefung, welche teils auf demselben Interviewmaterial wie Alledaags Racisme beruht, wurde heftig kritisiert. Zum Beispiel schrieb die Soziologin und Journalistin Emma Brunt, dass Essed, wo andere Rassismus objektiv identifiziert hatten, nicht weiter gegangen sei, als subjektive Eindrücke aufzuzeichnen, und keine methodische Rechtfertigung hinterlassen habe dafür, dass die Logik vollständig der Militanz geopfert wird, und dass die Konzepte durcheinanderwirbeln wie Aale in einem Korb.
Der NRC-Herausgeber Hans Moll griff die Studie an, die er als vage Konzepte, fehlerhafte Begründung und nicht nachhaltige Schlussfolgerungen ansah, und beklagte sich darüber, dass das Thema Rassismus von prätentiösen Sprengköpfen à la Essed monopolisiert werde.

## Veröffentlichungen
- 1984, Alledaags racisme, Feministische Uitgeverij Sara
- 1991, "Understanding Everyday Racism", Aula, Commercial Edition von Dissertation "Understanding Understanding Everyday Racism" "